# Johnny Ruffo
Johnny Ruffo, pseudonimo di John Patrick Ruffo (Perth, 8 marzo 1988 – 10 novembre 2023), è stato un cantante, attore e personaggio televisivo australiano.

## Biografia
Italoaustraliano di Perth, nel 2011 fu finalista della terza stagione della versione australiana di X Factor, piazzandosi al terzo posto. Successivamente firmò un contratto discografico con Sony Music Australia. Nel 2012 vinse la dodicesima stagione della versione australiana di Ballando con le stelle. Il suo singolo di debutto On Top, pubblicato nel giugno 2012, raggiunse la 14ª posizione della ARIA Singles Chart e fu certificato disco di platino. Ciò gli permise, sempre in quell'anno, di aprire alcuni concerti dei New Kids on the Block e degli One Direction.
Recitò in alcune serie tv, tra cui la soap opera australiana Home and Away dove sostenne il ruolo di Chris Harrington per tre anni, dal 2013 al 2016. 
Ruffo è morto trenntacinquenne nel 2023, per un tumore al cervello diagnosticatogli sei anni prima.

## Discografia

### Singoli
| Titolo          | Anno | Posizione in classifica | Certificazioni         |
| Titolo          | Anno | Australia               | Certificazioni         |
| --------------- | ---- | ----------------------- | ---------------------- |
| On top          | 2012 | 14                      | ARIA: disco di platino |
| Take it home    | 2012 | 30                      | ARIA: disco d'oro      |
| Untouchable     | 2013 | 39                      |                        |
| She got that O  | 2015 | —                       |                        |
| White Christmas | 2015 | —                       |                        |
| Broken glass    | 2019 | —                       |                        |
| Let's get lost  | 2021 | —                       |                        |

### Partecipazioni
| Titolo                          | Anno | Album                        |
| ------------------------------- | ---- | ---------------------------- |
| "Santa Claus Is Coming to Town" | 2012 | The Spirit of Christmas 2012 |

### Video musicali
| Titolo           | Anno | Regista     |
| ---------------- | ---- | ----------- |
| On Top           | 2012 |             |
| "Take It Home"   | 2012 |             |
| "Untouchable"    | 2013 |             |
| "She Got That O" | 2015 |             |
| "Broken Glass"   | 2019 | Michael Tan |

## Riconoscimenti
| Anno | Tipo                  | Premio                                 | Risultato   |
| ---- | --------------------- | -------------------------------------- | ----------- |
| 2013 | Poprepublic.tv Awards | Artista maschile australiano preferito | Candidato/a |
| 2014 | Logie Awards          | Più popolare nuovo talento maschile    | Candidato/a |